# Свенцицкий, Илларион Семёнович
Илларио́н Семёнович Свенци́цкий (укр. Іларіон Семенович Свєнціцький) (7 апреля 1876 г., г. Буск, Галиция, Австро-Венгрия (ныне Львовская область, Украина) — 18 сентября 1956 г., Львов, Украинская ССР, СССР) — украинский учёный, искусствовед, этнограф, филолог, доктор филологических наук с 1902 года. Организатор и первый директор украинского Национального музея во Львове.

## Биография
Родился в семье директора школы Свенцицкого С. Ф. (1842—1926). После окончания гимназии поступил на физико-математический факультет Львовского университета им. Яна Казимира. В 1899 продолжил обучение в качестве вольнослушателя историко-филологического факультета Петербургского университета и Археологического института. В российской столице его учителями стали такие известные учёные, как А. Шахматов, А. Соболевский, Ф. Корш, В. Ламанский и другие.
Лингвистическое образование он углубил в Вене под руководством И. Ягича, защитил докторскую диссертацию про деятельность Максима Грека.
С 1913 — приват-доцент кафедры славянской филологии Львовского университета. Действительный член НТШ с 1914 г.
Был членом группы галицко-русских социалистов. В начале 20-х годов — в числе организаторов и один из ведущих преподавателей тайного университета во Львове 1921—1925. За эту деятельность И. Свенцицкий был уволен с работы во львовском Университете Яна-Казимира. Позже он был восстановлен там же в должности приват-доцента.
В 1944—1950 заведовал кафедрой славянской филологии Львовского университета.
С 1944 — заведующий Львовского отдела института общественных наук АН УССР.
На протяжении 47 лет с 1905 по 1952 И. Свенцицкий был первым и бессменным директором Национального музея во Львове (с 1939 г. — Государственный музей украинского искусства).
Умер во Львове и похоронен на Лычаковском кладбище.

## Научная деятельность
Научная деятельность И. Свенцицкого была посвящена проблемам искусствоведения, языкознания, славистики и литературоведения. Несколько десятков лет он работал во Львовском университете. Среди заслуг учёного — участие в создании в 1905 Национального музея во Львове. Его старое название — Львовский государственный музей украинского искусства. Свенцицкий — автор многих научных трудов, среди них — «Бучацкое Евангелие XIII века», «Язык Галицко-Волынской летописи». Учёный писал также работы по украинскому фольклору и этнографии. А как литературовед известен своими глубокими исследованиями творчества Ивана Франко.
Первым на Украине оценил художественные достоинства народной живописи на стекле. За полвека Свенцицкому удалось собрать огромные богатства. Около пяти тысяч икон, несколько тысяч образцов деревянной скульптуры и декоративной резьбы по дереву, десятитысячную коллекцию старопечатных и рукописных книг, пятнадцать тысяч гравюр и рисунков, коллекции нумизматики и сфрагистики, многочисленное собрание народного искусства.
Получили признание его многочисленные славистические труды по русистике, белорусистике, сербистике, болгаристике, полонистике. Как украинист он исследовал памятники письменности, истории украинского языка, украинский говор и диалекты.
Был одним из первых украинских палеографов, первым исследователем украинского книжного орнамента, выдающимся знатоком украинской рукописной и печатной книги.